# Andorski evrokovanci
Andorski evrokovanci so kot del evra uradno plačilno sredstvo kneževine Andora. Do leta 2011 so bile Monako, San Marino in Vatikan edine nečlanice Evropske unije, ki so z Unijo sklenile poseben dogovor in so izdale svoje evrokovance. To pravico so si pridobile, ker so imele predhodne monetarne dogovore s Francijo ali Italijo o uporabi njunih valut kot zakonitega plačilnega sredstva. Andora formalnega monetarnega dogovora ni imela ne s Francijo ne s Španijo, verjetno zaradi dejstva, da do leta 1993 sploh ni imela izčrpnejše ustave. Andora je pogajanja z Evropsko unijo o monetarnem dogovoru, ki bi državi dal pravico do izdaje omejene količine lastnih evrokovancev, začela decembra 2005, nakar je bil 30. junija 2011 dogovor naposled podpisan. Ta ji je omogočil, da je evro postal njena uradna valuta, kar je do tedaj bil samo de facto. Od junija 2013 tako Andora lahko izdaja evrokovance s svojimi narodnimi motivi, v vsoti 2,4 milijonov evrov na leto.
23. decembra 2014 so kovance lahko prevzeli »prednaročniki« v stavbi andorske Vlade, v reden obtok pa so prišli 15. januarja 2015.

## Podoba andorskih evrokovancev
| Andorski evrokovanci – zadnja stran               | Andorski evrokovanci – zadnja stran | Andorski evrokovanci – zadnja stran                          |
| 0,01 €                                            | 0,02 €                              | 0,05 €                                                       |
| ------------------------------------------------- | ----------------------------------- | ------------------------------------------------------------ |
|                                                   |                                     |                                                              |
| Brkati ser in pirenejski gams                     |                                     |                                                              |
| 0,1 €                                             | 0,2 €                               | 0,5 €                                                        |
|                                                   |                                     |                                                              |
| Cerkev sv. Kolumbe, Santa Coloma d'Andorra        |                                     |                                                              |
| 1 €                                               | 2 €                                 | Rob kovanca za 2 €                                           |
|                                                   |                                     | Podvojena zvezda med številko 2, izmenično obrnjeno na glavo |
| Casa de la Vall, sedež Andorskega državnega zbora | Grb Andore                          |                                                              |
|                                                   |                                     |                                                              |